# Sky’s the Limit
Sky’s the Limit (englisch für „(Der) Himmel ist die Grenze“) ist ein Lied des US-amerikanischen Rappers The Notorious B.I.G., das er zusammen mit der R&B-Gruppe 112 aufnahm. Der Song erschien am 25. März 1997 auf seinem zweiten Studioalbum Life After Death und wurde am 25. November 1997 als dritte Single aus diesem veröffentlicht.

## Inhalt
Sky’s the Limit handelt vom American Dream „Vom Tellerwäscher zum Millionär“. Es beginnt mit einem gesprochenen Intro von The Notorious B.I.G.s Mutter Voletta Wallace, in dem sie sagt, dass sie ihn über alles liebe, sich jedoch aufgrund seiner kriminellen Geschäfte Sorgen mache. Stattdessen solle er immer an seine Träume glauben und diesen nachjagen. The Notorious B.I.G. rappt aus der Perspektive des lyrischen Ichs zuerst über seine Kindheit und Schulzeit in armen Verhältnissen, wobei er mit anderen Schülern aneinandergeriet, sich behaupten musste und Kleidung klaute. In der zweiten Strophe rappt er über seinen Drogenhandel, der ihm erstes Geld und Anerkennung einbrachte. Die dritte Strophe handelt davon, wie der Rapper die Schule vernachlässigte, um sich ganz auf das Drogengeschäft zu fokussieren und Reichtum zu erlangen. Im von 112 gesungenen Refrain heißt es, dass der Himmel die Grenze sei, jeder an sich glauben soll und alles werden und erreichen könne.

“Sky is the limit and you know that you keep on

Just keep on pressin’ on

Sky is the limit and you know that you can have

What you want, be what you want”

## Produktion
Der Song wurde von dem US-amerikanischen Musikproduzenten Clark Kent produziert. Dabei verwendete er Samples der Lieder Keep On von D. Train und My Flame von Bobby Caldwell, weshalb neben The Notorious B.I.G. und Clark Kent auch die Musiker Hubert Eaves, James Williams und Bobby Caldwell als Autoren gelistet sind.

## Musikvideo
Bei dem zu Sky’s the Limit gedrehten Musikvideo, das im Dezember 1997 Premiere feierte, führte Spike Jonze Regie. Es verzeichnet auf YouTube über 72 Millionen Aufrufe (Stand: März 2024). Darin spielen Kinder die Rapper The Notorious B.I.G. und Puff Daddy sowie die weitere Crew von Bad Boy Records. Sie befinden sich in einer großen Villa mit Pool, wo sie von Hausangestellten bedient werden und in Luxus und Reichtum leben. Das Kind, das The Notorious B.I.G. spielt, rappt den Song in verschiedenen Räumen der Villa und draußen im Pool sowie später auf der Bühne einer Feier, wobei ihm zahlreiche Leute zujubeln.

## Single

### Covergestaltung
Das Singlecover zeigt The Notorious B.I.G., der komplett in Schwarz gekleidet ist, einen Hut sowie eine Sonnenbrille trägt und auf einer Mauer sitzt. Im Hintergrund sind wolkiger Himmel und Bäume zu sehen. Rechts oben im Bild befinden sich die Schriftzüge Sky’s the Limit in Grau, The Notorious B.I.G. in Blau und Featuring 112 in Rot.

### Titellisten
Single
1. Sky’s the Limit (Radio Edit) feat. 112 – 4:12
2. Going Back to Cali (Radio Edit) – 3:57

Maxi
1. Sky’s the Limit (Radio Edit) feat. 112 – 4:12
2. Kick in the Door (Radio Edit) – 3:43
3. Going Back to Cali (Radio Edit) – 3:57
4. Sky’s the Limit (Instrumental) – 4:35

### Chartplatzierungen
Sky’s the Limit stieg am 23. Februar 1998 auf Platz 93 in die deutschen Singlecharts ein und belegte in den folgenden Wochen die Ränge 100 und 98, bevor es die Top 100 verließ. Weitere Chartplatzierungen gelangen unter anderem mit Position 26 in den Vereinigten Staaten und Rang 35 im Vereinigten Königreich.
| ChartsChartplatzierungen       | Höchstplatzierung | Wochen |
| ------------------------------ | ----------------- | ------ |
| Deutschland (GfK)              | 93 (3 Wo.)        | 3      |
| Vereinigtes Königreich (OCC)   | 35 (2 Wo.)        | 2      |
| Vereinigte Staaten (Billboard) | 26 (19 Wo.)       | 19     |

### Verkaufszahlen und Auszeichnungen
Sky’s the Limit erhielt noch im Erscheinungsjahr in den Vereinigten Staaten für mehr als 500.000 verkaufte Einheiten eine Goldene Schallplatte.

| Land/Region               | Auszeichnungen für Musikverkäufe (Land/Region, Auszeichnung, Verkäufe) | Verkäufe |
| ------------------------- | ---------------------------------------------------------------------- | -------- |
| Vereinigte Staaten (RIAA) | Gold                                                                   | 500.000  |
| Insgesamt                 | 1× Gold ·                                                              | 500.000  |